# Dolça I de Pallars Jussà
Dolça I de Pallars Jussà o Dolça de So (? - 1198) fou comtessa de Pallars Jussà (1182-1192).
Fou un regnat més llarg que el de la seva predecessora, però que igualment ha deixat ben poques petges a la història. Es calcula que al moment d'accedir al comtat ja devia tenir uns seixanta-cinc anys, i era vídua d'un noble de la casa occitana de So. El 1192, o poc abans, donà el comtat a la corona, renunciant-hi, i morí sis anys més tard, a una edat força avançada.
Era filla del comte Bernat Ramon I de Pallars Jussà i la seva esposa Toda. A la mort sense fills de Valença de Pallars Jussà, filla i hereva de Ramon VI de Pallars Jussà, els drets dinàstics revertiren per testament de Valença a l'única familiar vivent, la filla del comte Bernat Ramon I. Continuà amb la supervisió del comte de Barcelona Alfons el Cast, al qual feu donació del comtat el 1192, que així va integrar-se dins la Corona d'Aragó.